# Colla EVA
La colla EVA (Etilene Vinil Acetato) è un collante usato nel settore del legno e della falegnameria come adesivo termofusibile.

## Composizione
È composta da resine termoplastiche a base di etilene vinil acetato, a volte integrate con cariche di carbonato di calcio che ne mutano le caratteristiche di presa meccanica ed elevano le temperature di fusione e di presa.

## Uso
Viene tipicamente usata per la bordatura dei pannelli o nel rivestimento di profili e cornici. Lo stesso tipo di collante è usato anche nel settore dell'imballaggio e nel fai-da-te.

## Descrizione, caratteristiche e alternative
È un collante che funziona senza solventi, non necessita quindi di tempi di asciugatura e può far presa anche su superfici non assorbenti: fa una presa quasi completa raffreddandosi in pochissimi istanti. A freddo non emana solventi o sostanze tossiche tuttavia ad alte temperature si può decomporre sprigionando acido acetico con fumi pungenti dall'odore acre caratteristico.
Tra gli inconvenienti di questo tipo di colla si riporta la scarsa viscosità alle alte e medie temperature: pur sciogliendosi completamente solo sopra i 150 °C già a 70 °C perde moltissimo in adesione rinvenendo; può quindi succedere che i prodotti bordati esposti a luce solare diretta o chiusi in assolati container d'estate subiscano gravissimi danni con il distacco del bordo o del rivestimento.
Inoltre la colla EVA si scioglie in presenza di solventi ed è lievemente permeabile e porosa (anche per via delle cariche inserite); questo fa sì che la colla tenda a sporcarsi e ad annerire rendendo più visibile la giunzione.
Questi difetti fanno sì che spesso soprattutto per le cucine ed i bagni soggetti a vapore, calore e sporco si preferisca di recente l'incollaggio con colla PUR che elimina gran parte di questi problemi pur essendo notevolmente più costosa e di complicata gestione.